# Aceite de orujo de oliva
El aceite de orujo de oliva es un aceite vegetal que proviene del olivar utilizado tanto para el consumo en los hogares como para el consumo en la hostelería e industria alimentaria. Es uno de los cuatro tipos de aceite procedentes del olivar, diferenciándose de las otras categorías -virgen extra, virgen y aceite de oliva- por el momento y método de extracción.

## Origen

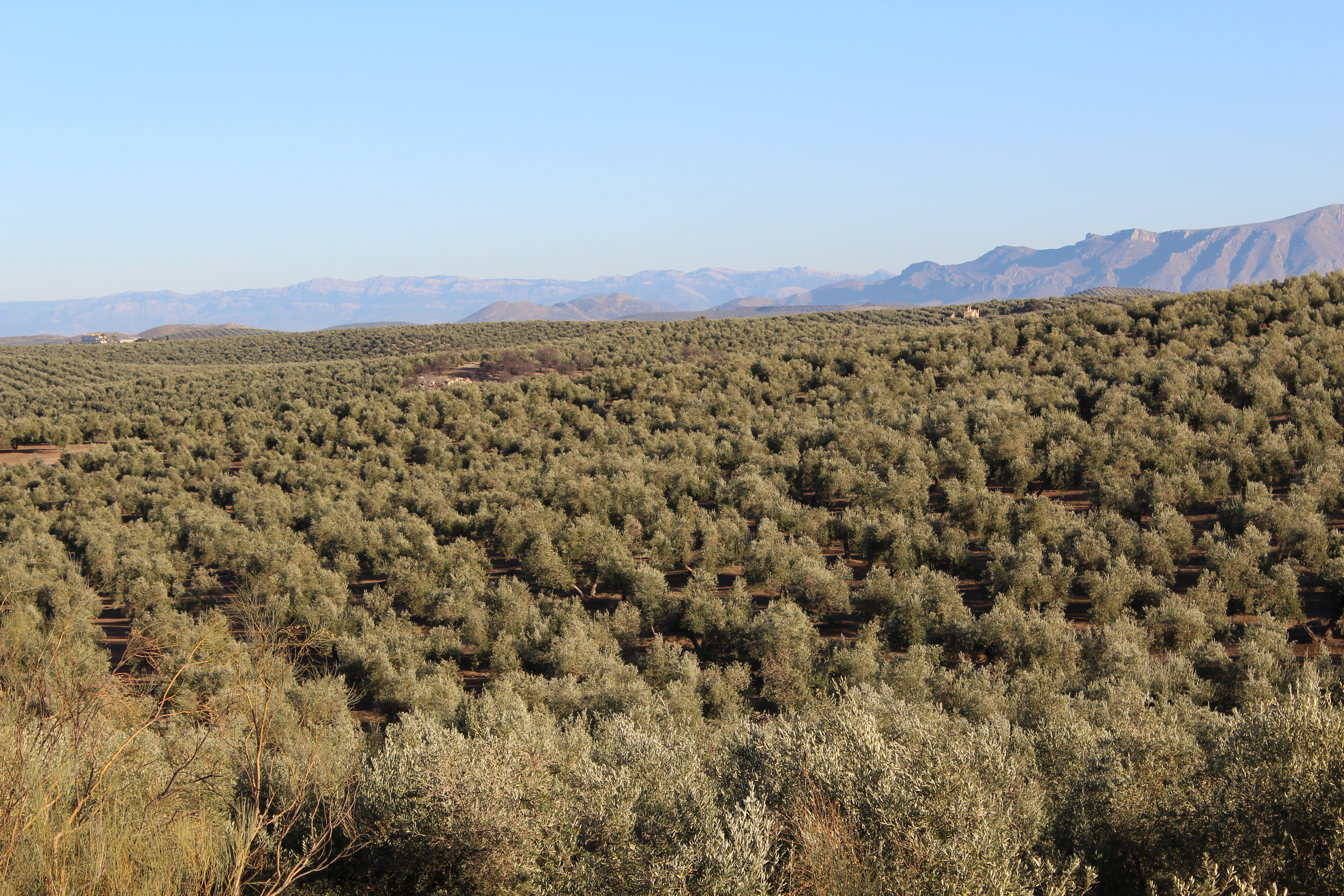
Olivares de la provincia de Jaén.

El proceso de extracción del aceite de orujo de oliva fue ideado en 1882 en Puente Genil (Córdoba) por Emilio Reina Montilla. En la misma localidad instaló, junto al ingeniero francés Lemonier, la primera extractora dedicada a dicho proceso, que sirvió de modelo para el perfeccionamiento e implantación de otras muchas extractoras de aceite de orujo de oliva en la localidad cordobesa.
En sus más de 100 años de historia, el proceso de extracción del aceite de orujo ha ido evolucionando hasta convertirse en una pieza imprescindible dentro de la actividad oleícola. En la cadena de producción de los aceites procedentes del olivar, el sector orujero posibilita un ciclo eficiente y sostenible medioambientalmente que contribuye al aprovechamiento del 100% de la aceituna.

## Composición

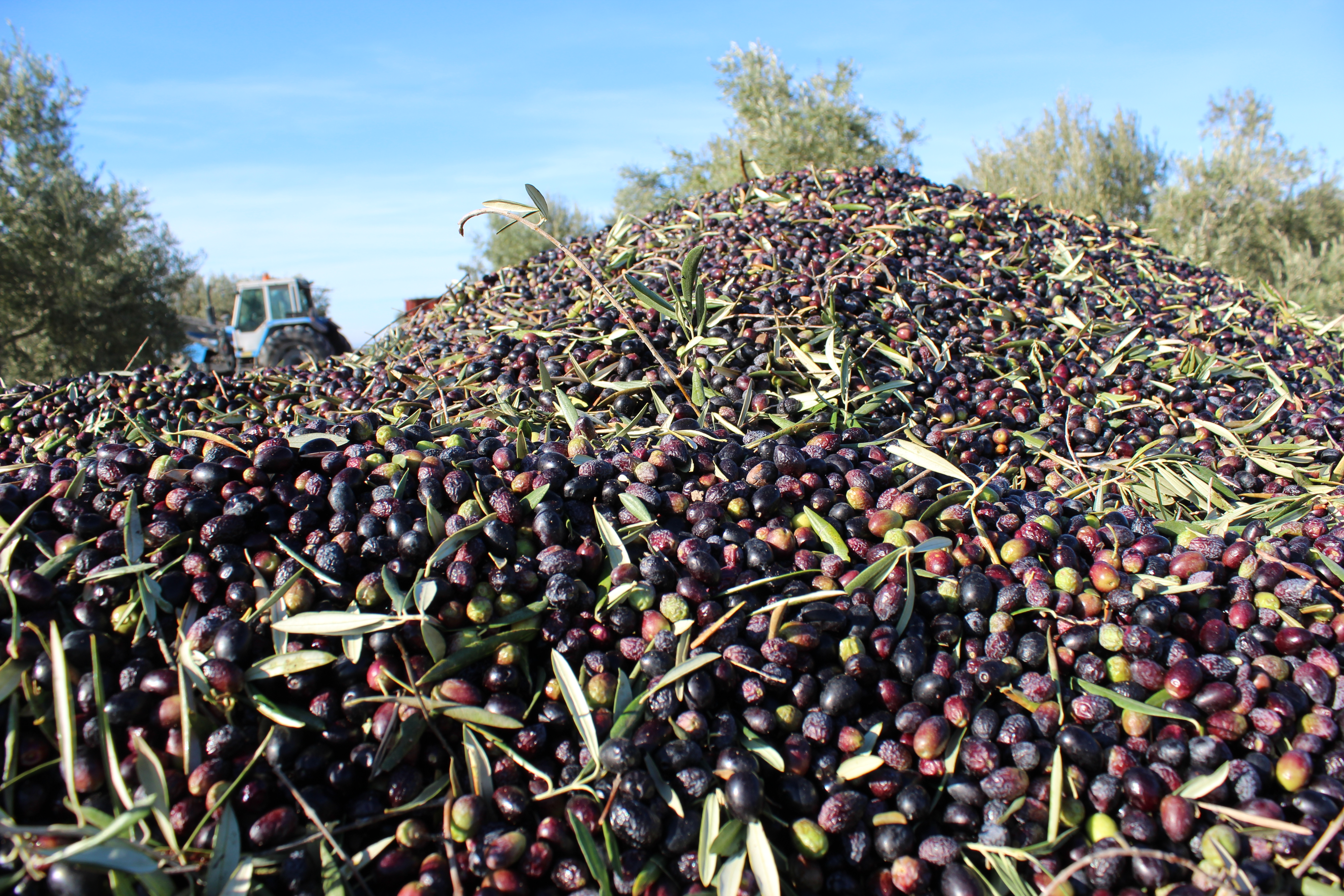
Aceituna recolectada en una finca de la provincia de Jaén.

El aceite de orujo de oliva se enmarca en el grupo de las grasas vegetales. Un 98% de su composición es la denominada fracción saponificable o combinación de diferentes ácidos grasos. Se trata de ácidos grasos monoinsaturados que se recomienda sean los más consumidos dentro de una dieta equilibrada para cubrir entre el 13% y el 18% de la energía total del día. El ácido oleico es el tipo predominante y puede llegar a representar hasta el 85% de su composición.
El 2% restante de la composición del aceite de orujo de oliva es la fracción insaponificable, formada por compuestos bioactivos (sustancias químicas presentes en pequeñas cantidades en determinados alimentos, con efectos a menudo beneficiosos para la salud), algunos de ellos exclusivos de este tipo de aceite. Entre ellos se encuentran los ácidos y alcoholes triterpénicos, el escualeno, los tocoferoles, los esteroles, los alcoholes grasos y los compuestos fenólicos.

## Proceso de obtención

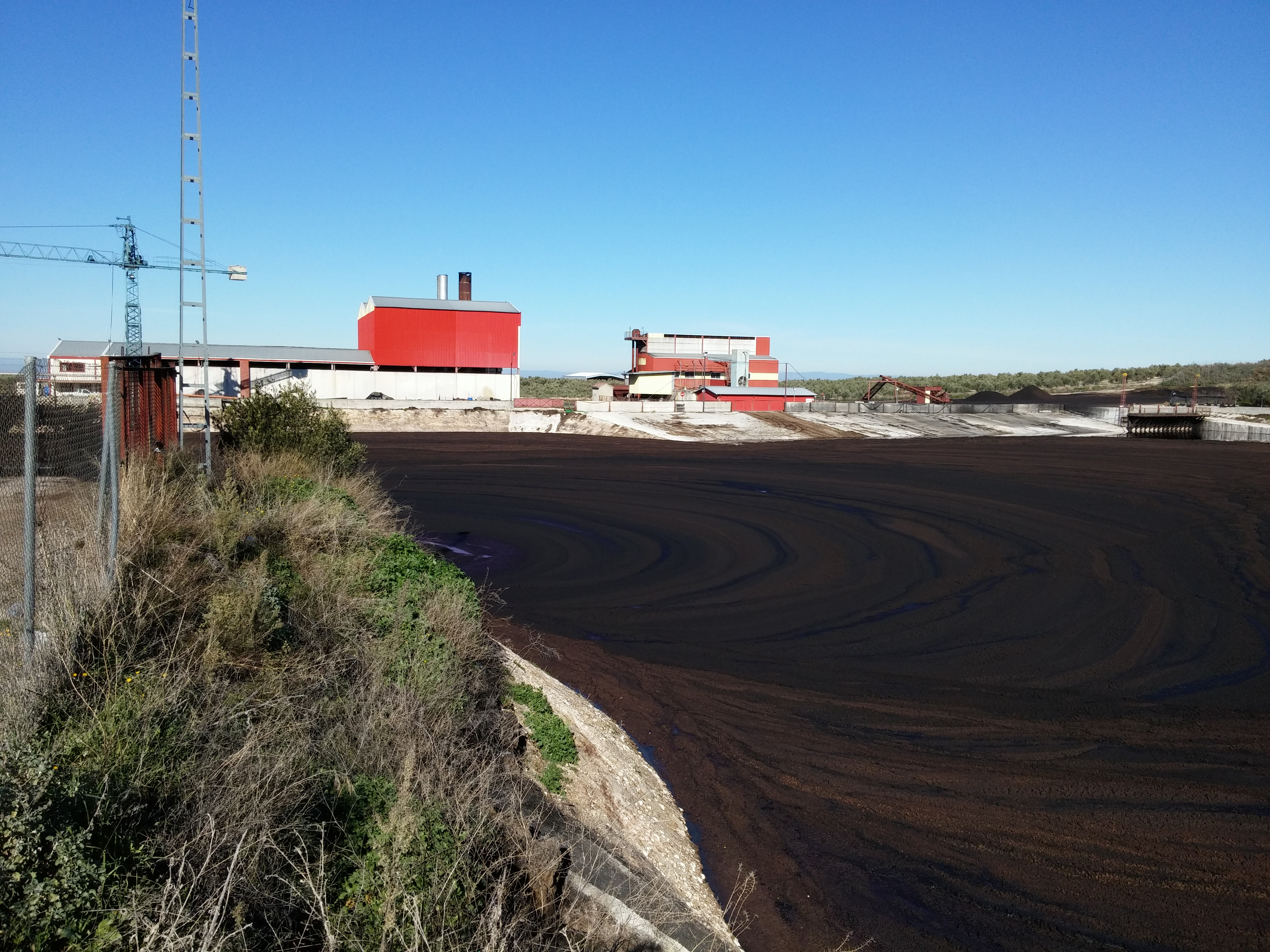
Orujera en el término municipal de Mancha Real, Jaén.

Tras la molturación de la aceituna, aproximadamente el 20% del zumo extraído se convierte en aceite de oliva en sus tres variedades. El 80% restante constituye el llamado orujo graso húmedo o alpeorujo formado por agua, piel, hueso y restos de aceite.
El orujo graso húmedo o alpeorujo se convierte en aceite de orujo de oliva a través de un proceso de extracción, refinado y finalmente de encabezado o mezcla con una proporción de aceite de oliva virgen o virgen extra.

## Usos y propiedades

### Gastronomía
El uso en cocina del aceite de orujo de oliva es especialmente apto para frituras, tanto continua (industrial) como discontinua (en restauración y en los hogares).
Su composición, rica en ácido oleico y con compuestos bioactivos exclusivos, consigue un efecto protector tanto en el propio aceite, haciéndolo más duradero y estable, como en la salud, con efectos beneficiosos para el organismo.
El aceite de orujo de oliva es más resistente a las altas temperaturas ya que soporta hasta los 230-240º sin quemarse o alcanzar su punto de humo. Ensayos en laboratorio han probado que puede usarse más del doble de veces que el aceite de girasol convencional, lo que le convierte en un producto rentable para el hogar, la hostelería y la industria alimentaria.
Con una técnica de fritura adecuada y a una temperatura del aceite de entre 170° y 180°, favorece que el alimento se encapsule, logrando frituras con una menor absorción de grasa. Sus cualidades sensoriales neutras permiten un uso versátil para otro tipo de preparados como postres o salsas.

### Beneficios para la salud
Por su procedencia del olivar, el aceite de orujo de oliva cuenta con una composición de potencial saludable para el organismo. Tiene una alta concentración de ácido oleico, hasta un 85%, un ácido graso monoinsaturado cuya presencia en la dieta está relacionada con beneficios cardiovasculares.
Junto a los ácidos grasos, el aceite de orujo de oliva contiene un 2% de componentes minoritarios, que pueden contribuir positivamente al mantenimiento de la salud. Los principales compuestos identificados con implicación en salud son los ácidos y dialcoholes triterpénicos, escualeno, tocoferoles, esteroles, alcoholes grasos alifáticos y compuestos fenólicos. Su gran actividad biológica se relaciona con efectos antioxidantes, antiinflamatorios y cardiosaludables.
En la actualidad, se encuentra en fase de estudio el potencial beneficioso del aceite de orujo de oliva en indicadores de salud cardiovascular y patologías asociadas como la hipertensión, la diabetes o la obesidad. También se encuentra en fase de estudio el impacto que podría tener el aceite de orujo de oliva en la prevención de la enfermedad de Alzheimer. En ensayos in vitro y preclínicos se ha demostrado que los compuestos menores del aceite de orujo de oliva pueden atenuar la inflamación de la microglía, que está implicada en el desarrollo de esta enfermedad neurodegenerativa.

### Valor medioambiental
El proceso productivo del aceite de orujo de oliva complementa al del aceite de oliva y convierte la explotación del olivar en un proceso sostenible medioambientalmente, ya que garantiza el aprovechamiento integral de la materia prima.
Un adecuado tratamiento del orujo graso húmedo o alperujo permite que su mayor parte, un 60%, se evapore en forma de agua, y que el resto pueda transformarse en distintos productos de valor, dando lugar a aplicaciones alimentarias, energéticas, medioambientales y sanitarias.
- Aplicaciones alimentarias: en torno a un 2% es aceite de orujo crudo que, tras el proceso de refinado y mezcla con aceite de oliva virgen o virgen extra, dará lugar al aceite de orujo de oliva, apto para el consumo.

- Aplicaciones energéticas: aproximadamente, un 38% del orujo graso húmedo se convierte en biomasa, principalmente en forma de orujillo y hueso de aceituna, usada como fuente de energía tanto para el autoconsumo como para su comercialización o la cogeneración con gas natural.[19]

- Aplicaciones medioambientales: fertilizantes químicos y compost para el abonado de suelos y cultivos.

- Aplicaciones sanitarias: grasas y pastas de refinería utilizadas en la alimentación animal y la industria cosmética y compuestos farmacéuticos y cosméticos, como los fenoles o el hidroxitirosol.

En la campaña 2017/2018, se transformaron 5,1 millones de toneladas de alperujo u orujo graso húmedo en compuestos de valor. El sector orujero gestiona al 100% los subproductos del olivar, representando un sistema de economía circular y residuo cero. Si de cada kilo de aceituna que llega a la almazara el 20% es aceite de oliva, el resto, el 80% de la aceituna, tiene una vida útil gracias al tratamiento del orujo graso húmedo o alperujo.

## El aceite de orujo de oliva en España
España es el primer productor mundial de aceite de orujo de oliva. Según datos de la campaña 2017/2018 el sector orujero facturó 485 millones de euros y generó 18.000 puestos de trabajo. La industria se compone de 42 centros orujeros o extractoras y de nueve refinerías distribuidas por Andalucía, Castilla-La Mancha, Cataluña, Extremadura, Murcia y Navarra. La producción de aceite de orujo de oliva en España, con una media de 120.000 toneladas se destina en un 85% a la exportación, siendo Italia, Portugal, Estados Unidos y Emiratos Árabes los principales mercados.
Además de aceite de orujo de oliva, la industria orujera obtiene otros productos a partir de la valorización del alperujo u orujo graso húmedo. Principalmente biomasa del olivar, en forma de orujillo y hueso de aceituna, fuentes tanto de energía térmica como eléctrica.

### ANEO
En 1977 se fundó la Asociación Nacional de Empresas de aceite de orujo de oliva (ANEO). La Asociación representa a las empresas productoras e industrias afines: extractoras, refinerías y de producción de energía mediante cogeneración y biomasa del olivar. Los productos comercializados por los asociados son:
- Aceite de Orujo de Oliva Crudo
- Aceite de Orujo de Oliva Refinado
- Aceite de Orujo de Oliva
- Biomasa: Hueso de aceituna, orujillo, biomasa y pulpa.

### ORIVA
En 2015 se constituyó en España la Interprofesional del Aceite de Orujo de Oliva, ORIVA, que es una entidad sin ánimo de lucro que aglutina toda la cadena de valor del producto: productores, industriales y comercializadores de aceite de orujo de oliva. Está integrada por ANEO, Cooperativas Agroalimentarias de España, Infaoliva, Anierac y Asoliva.
La finalidad de ORIVA es promover el conocimiento y consumo de Aceite de Orujo de Oliva a través de dos líneas de trabajo: investigación y comunicación. En investigación trabaja en fomentar bibliografía científica que explore las potenciales ventajas culinarias y saludables. En comunicación, trabaja en acciones de promoción y divulgación dirigidas tanto al público profesional, hostelería e industria alimentaria, como consumidor final.

### Crisis del benzopireno
En 2001 el Ministerio de Sanidad y Consumo, dirigido entonces por Celia Villalobos, sin llegar a declarar la alerta sanitaria, ordenó la inmovilización cautelar del aceite de orujo de oliva en España tras detectar la presencia de alfa-benzopireno en partidas exportadas a República Checa que superaban lo marcado por la Organización Mundial de la Salud. El alfa-benzopireno (o benzo-a-pireno) es un hidrocarburo aromático policíclico (HAP)2 está presente en múltiples alimentos, sobre todo en los que han sufrido un proceso de calentamiento a muy altas temperaturas (más de 300 °C), como los cocinados en parrilla y barbacoas.
La inmovilización del aceite supuso el hundimiento de la demanda en España y en el exterior reduciendo el consumo a menos de la mitad en los tres años siguientes. Aunque la retirada del producto duró sólo unas semanas, las consecuencias fueron muy negativas para el sector, que demandó a la Administración por daños valorados en 100 millones de euros. En julio de 2007, el Tribunal Supremo declaró ilegal la retirada del aceite de orujo de oliva considerando injustificada y desproporcionada la incautación por Sanidad. Antes de que llegara esa sentencia, varias comunidades autónomas fueron condenadas a pagar indemnizaciones a empresarios del sector al ser ellas las competentes para ejecutar la alerta sanitaria.